# خوب به عالی
کتاب خوب به عالی: چرا برخی شرکت‌ها اوج می‌گیرند و بقیه این طور نیستند (به انگلیسی: Good to Great: Why Some Companies Make the Leap... and Others Don't)کتابی است در حوزه مدیریت که توسط جیم کالینز نگاشته شده است. این کتاب به بررسی چگونگی اوج‌گیری شرکت‌های معمولی و تبدیل آنها به شرکت‌هایی عالی و نیز دلایل ناکامی شرکت‌های دیگر در این خصوص است. این کتاب در سال ۲۰۰۱ منتشر شد.
منظور از «عالی» در این کتاب، عملکرد مالی بهتر نسبت به شرکت‌های معمولی مشابه به شکلی پایدار در یک دوره زمانی مشخص است. جیم کالینز به این نتیجه رسید که اصلی‌ترین عامل تبدیل شرکت‌های خوب به شرکتی عالی، تمرکز دقیق آنها بر روی منابع موجود آن هم در حوزه مورد رقابت است.
این کتاب جزو کتاب‌های پرفروش بوده، تاکنون چهار میلیون نسخه از آن در دنیا به فروش رسیده و دامنه مخاطبان آن فراتر از فعالان سنتی کسب‌وکار بوده است.
جیم کالینز برای نگارش این کتاب از یک تیم بزرگ پژوهشی برای مطالعه و بررسی ۶۰۰۰ مقاله، تولید بیش از ۲۰۰۰ صفحه متن مصاحبه و نیز ۳۸۴ مگابایت داده‌های رایانه در یک پروژه پنج ساله بهره گرفت.